# Stenocranius
Stenocranius – rodzaj ssaków z podrodziny karczowników (Arvicolinae) w obrębie rodziny chomikowatych (Cricetidae).

## Rozmieszczenie geograficzne
Rodzaj obejmuje gatunki występujące we Azji.

## Morfologia
Długość ciała (bez ogona) 98–139 mm, długość ogona 17–39 mm, długość ucha 8–16 mm, długość tylnej stopy 14,6–19 mm; masa ciała 18–70 g.

## Systematyka
Rodzaj zdefiniował w 1901 roku rosyjski zoolog Nikołaj Kaszczenko w artykule poświęconym opisowi dówch nowych podrodzajów norników z Syberii, opublikowanym w czasopiśmie Jeżegodnik Zoołogiczeskago Impieratorskoj Muzieja Akadiemіi Nauk. Kaszczenko wymienił kilka gatunków – Mus gregalis Pallas, 1779, Arvicola eversmanni Polyakov, 1881 (= Mus gregalis Pallas, 1779), Arvicola raddei Polyakov, 1881, Arvicola arvalis var. Slowzowii Polyakov, 1881 (= Mus gregalis Pallas, 1779) i Microtus tianschanicus Büchner, 1890 (= Mus gregalis Pallas, 1779) – z których gatunkiem typowym jest nornik wąskogłowy (S. gregalis).

### Etymologia
Stenocranius (Steneocranius): gr. στηνος stēnos ‘wąski, cienki’; κρανιον kranion ‘czaszka’, od καρα kara, καρατος karatos ‘głowa’.

### Podział systematyczny
Takson ponownie wyodrębniony z rodzaju Lasiopodomys. Do rodzaju należą następujące występujące współcześnie gatunki:
| Grafika | Gatunek               | Autor i rok opisu | Nazwa zwyczajowa  | Podgatunki         | Rozmieszczenie geograficzne | Podstawowe wymiary                         | Status IUCN |
| ------- | --------------------- | ----------------- | ----------------- | ------------------ | --- | ------------------------------------------ | ----------- |
|         | Stenocranius gregalis | (Pallas, 1779)    | nornik wąskogłowy | gatunek monotypowy | rozłącznie od Morza Białego do rzeki Kołyma, Azja Środkowa, południowo-zachodnia Syberia, Jakucja, Mongolia i północna Chińska Republika Ludowa | DC: 8,1–14,8 cm DO: 1,7–4,6 cm MC: 18–70 g | LC          |
|         | Stenocranius raddei   | (Poljakov, 1881)  |                   | gatunek monotypowy | Rosja (Kraj Zabajkalski, na południe do rzek Szyłka i Ingoda) i północno-wschodnia Mongolia                                                     | DC: 9,5–13 cm DO: 2,1–3,7 cm MC: 24–54 g   | NE          |

Kategorie IUCN:  LC  – gatunek najmniejszej troski;  NE  – gatunki niepoddane jeszcze ocenie.
Opisano również gatunki wymarłe z plejstocenu:
- Stenocranius gregaloides (Hinton, 1923)[11] (Wielka Brytania)
- Stenocranius hintoni (Kretzoi, 1941[12] (Węgry)